# Nuno Gonçalves

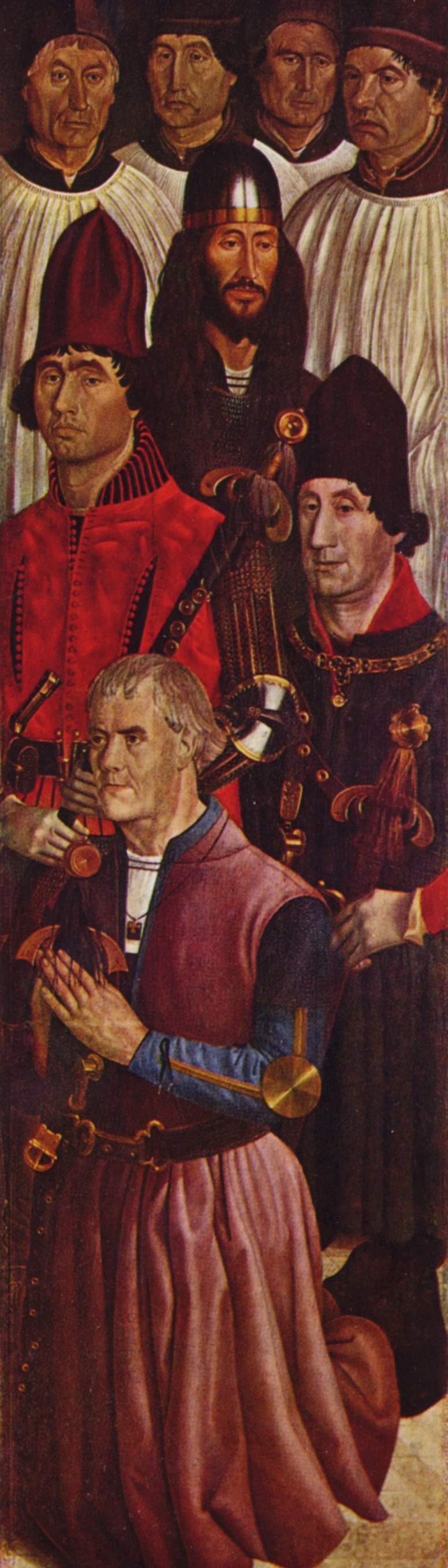
Altar de San Vicente, detalle del ala: Los caballeros con el fundador arrodillado, obra de Nuno Gonçalves, 1465-1467, tabla, 207 × 61 cm, Museu Nacional de Arte Antiga, Lisboa.

Nuno Gonçalves o Nuño Gonçalves, fue un pintor portugués del siglo XV, perteneciente a la última fase del gótico, estilo flamenco, también conocido como prerrenacimiento. Es uno de los mejores pintores de la Europa de su tiempo.
Poco se conoce de su vida. No se sabe ni la fecha de nacimiento ni la de su muerte. Su nombre consta documentado en 1463 como pintor de la corte de Alfonso V, pero ninguno de sus trabajos llegaron a nuestros días. Parece que estuvo activo entre 1450 y 1490. 
Se cree ser el autor del retablo de San Vicente, llamado en portugués "Painéis de São Vicente de Fora". Son seis paneles conservados en el Museo Nacional de Arte Antigua, en Lisboa. En esta obra, de un estilo seco pronunciado pero de un realismo poderoso, describe las figuras prominentes del corte portuguesa de la época, como Enrique el Navegante, el infante niño don Juan y Alfonso V de rodillas, incluyendo lo que parece ser un autorretrato, y donde se puede ver el conjunto de la sociedad, desde la nobleza y el clero hasta el pueblo. 

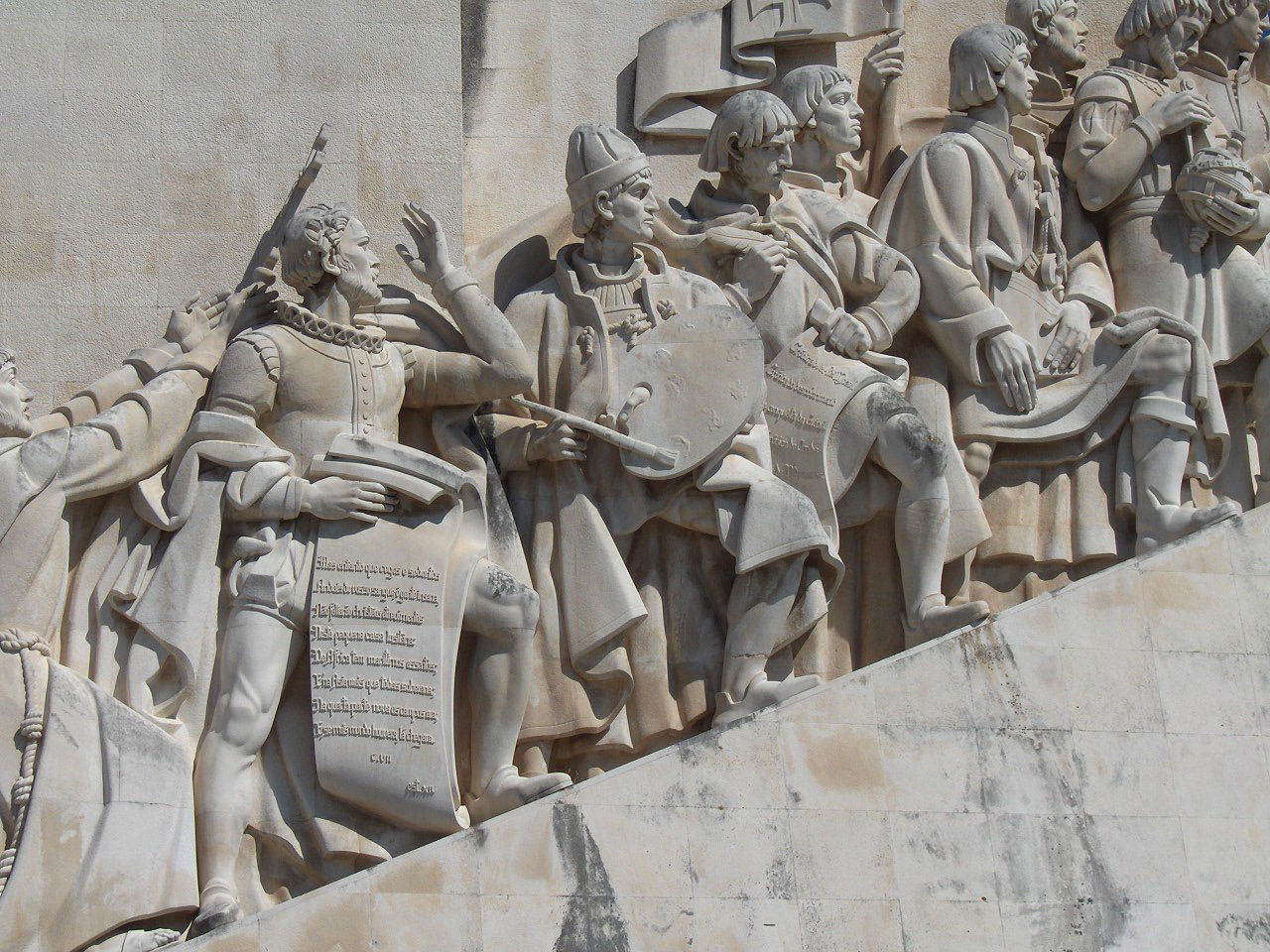
Nuno Gonçalves con paleta, representado en el Monumento a los Descubrimientos.

La única referencia que usan los historiadores de arte para apoyar su autoría sobre el retablo de san Vicente es la de Francisco de Holanda, en el siglo XVI. Menciona una gran obra de arte hecha por Nuno Gonçalves y que se deduce que son estos paneles. Se ha especulado igualmente que el padre de Hugo van der Goes colaboró en la pintura del panel, pero no hay pruebas concretas. Desde su descubrimiento a finales del siglo XIX ha habido mucha discusión sobre la identidad del pintor y los personajes que se muestran en los paneles. Incluso la afirmación de que el príncipe Enrique el Navegante aparece en el tercer panel es todavía discutida. No obstante, los paneles de san Vicente se ven como la cumbre del arte portugués antiguo.
El museo regional de Aveiro muestra un retrato de la princesa santa Juana atribuido a Nuno Gonçalves.
Está representado, entre otras figuras históricas, en el Monumento a los Descubrimientos (Padrão dos Descobrimentos) en Belém cerca de Lisboa.